# Bahrain Amateur Radio Society
Die Bahrain Amateur Radio Society (BARS), arabisch جمعية البحرين لهواة اللاسلكي, DMG Ǧamʿiyyat al-Baḥrain li-Huwāt al-Lāsilkī, deutsch „Amateurfunkverband Bahrains“, ist die nationale Vereinigung der Funkamateure im Königreich Bahrain.

## Geschichte
Seit 1970 hatte eine Vorläufer-Organisation, die Amateur Radio Association of Bahrain (ARAB), den Interessen der Funkamateure in Bahrain gedient. Aufgrund unvorhergesehener Umstände war es nicht möglich, damit fortzufahren. Im Jahr 2016 verlor sie ihren Sitz in der International Amateur Radio Union (IARU), der internationalen Vereinigung von Amateurfunkverbänden, und wurde kurz darauf aufgelöst.
Im Jahr 2020 wurde die BARS gegründet und hatte sich in Nachfolge der ARAB um die Mitgliedschaft in der IARU beworben. Diese wurde inzwischen gewährt. Seit 2021 ist die BARS Mitglied der IARU Region 1 und vertritt dort die Interessen der Funkamateure des Landes.